# Націонал-синдикалізм
Націонал-синдикалізм — націоналістичний варіант синдикалізму, типово пов'язаного з робітничим рухом у Франції, Італії, Іспанії та Португалії. Націонал-синдикалізм став основою Національної фашистської партії Беніто Муссоліні та вплинув на ідеологію Іспанської фаланги.

## Поява національного синдикалізму у Франції
Ідеологія націонал-синдикалізму склалася у Франції як синтез націоналістичних ідей лідера «Аксйон Франсез» Шарля Морраса та революційного синдикалізму Жоржа Сореля. На думку Сореля, нова пролетарська мораль та ідеологія можуть розвиватися вже у надрах капіталізму, усередині профспілок, цих суто пролетарських класових органів. На основі профспілок сформується нове суспільство, яке замінить існуюче капіталістичне.
Першу відкриту спробу зближення Сореля та «інтегральних націоналістів» було зроблено у квітні 1909 року, коли, прочитавши друге видання «Розслідування про монархію» Морраса, Сорель висловив своє захоплення засновнику «Аксйон Франсез». Через три місяці Сорель публікує в «Divinire soziale» Енріко Леоне, найвпливовішому виданні італійських революційних синдикалістів, поважний відгук про ідеї Морраса, відповідь на який буде опублікований через місяць у журналі Action francaise під заголовком «Антипарламентські соціалісти». Моррас вже у 1900 році почав готувати ґрунт для майбутніх контактів з лівим нонконформізмом. «Справжня соціалістична система, — зазначає він, — буде звільнена від будь-якого елемента демократизму». Моррас відкидає егалітаризм і марксистський інтернаціоналізм, але в той же час для нього «соціалізм, звільнений від демократичних та космополітичних елементів, може підійти націоналізму як добре зроблена рукавичка до прекрасної руки».
У 1911 р. Жорж Валуа, в майбутньому видний діяч французького націоналістичного руху, на 4-му з'їзді «Аксйон Франсез» заявляє про те, що націоналістичний та синдикалістський рух, незважаючи на всі відмінності, мають спільну мету. У тому ж році Валуа засновує синдикалістський «Гурток Прудона» (Cercle Proudhon), який, за його словами, має стати «спільною платформою для націоналістів та лівих антидемократів». У першому випуску журналу Cahiers du cercle Proudhon (січень-лютий 1912) було опубліковано таку декларацію: «Засновники — республіканці, федералісти, інтегральні націоналісти та синдикалісти… з великим ентузіазмом ставляться до ідеї організації французького суспільства згідно з принципами французької традиції, які вони знайшли у працях Прудона та в сучасному синдикалістському русі». У роботу «Гуртка Прудона» увійшов й Сорель.
У 1925 р. націонал-синдикалістський «Гурток Прудона» вливається до складу організації «Фасції» — «Faisceaux», створеної Валуа, після того, як він залишив «Аксйон Франсез». У недовгий період лівого уряду Ерріо організація Валуа мала ще певний успіх, але нова перемога правих під керівництвом Пуанкаре в 1926 році прямо і опосередковано призвела до поразки «Фасцій», що викликали від початку люту ворожість «Королівських молодчиків» з «Аксйон Франсез». Побачивши, що його рух нездатний конкурувати з вкрай правою політикою на кшталт політики Пуанкаре, Валуа вирішив посилити ліві риси своєї програми. Він поєднував це з посилюваною критикою фашизму, якому він тепер ставив у провину реакційність його принципів, і з виразною відмовою від антисемітизму. Під час Другої світової війни Валуа, який перетворився з фашиста майже на антифашиста, загинув у німецькому концентраційному таборі.
Видатним ідеологом французького націонал-синдикалізму був також журналіст і профспілковий організатор Гюстав Ерве, який еволюціонував у 1910-х роках від ультралівого соціалізму до націоналізму, а в 1920—1930-х — до фашизму.

## Націонал-синдикалізм в Італії
У 1902—1910 рр. низка італійських революційних синдикалістів (зокрема один з лідерів і теоретиків синдикалізму, економіст Артуро Лабріола) здійснили спробу об'єднати націоналістичний та синдикалістський рухи — цим було викликано співпрацю синдикалістів з теоретиком «пролетарського націоналізму» Енріко Коррадіні, засновником першої націоналістичної партії в Італії, Італійської націоналістичної асоціації (1923 р. ця організація увійшла до складу партії Муссоліні, а сам Коррадіні став членом фашистського уряду).
На відміну від анархо-синдикалістів, діячів профспілкового руху, і марксистських елементів італійського робітничого руху, національні синдикалісти підтримували вступ Італії до Першої світової війни. Також вони відхилили інтернаціоналізм анархістів і марксистів на користь мілітаризму та націоналізму.
Національні синдикалісти припускали, що ліберальна демократична система буде знищена в ході масових загальних страйків, після чого економіка країни буде перетворена на корпоративну модель, яка базується на класовій співпраці, протиставлена марксистській класовій боротьбі.
Показово, що у 1918 р. Муссоліні оголосив національний синдикалізм доктриною, яка може об'єднати класи заради національного зростання та розвитку.

## Націонал-синдикалізм в Іспанії та Португалії
У Португалії націонал-синдикалізм формувався під сильним впливом монархізму та лузитанського інтегралізму. У політиці диктатора Антоніу де Олівейра Салазара, особливо після ухвалення корпоративістської конституції «Нової держави» у 1933 році, виявлялися деякі елементи націонал-синдикалізму. Проте консервативно-етатистська ідеологія салазаризму перешкоджала реалізації радикальних синдикалістських установок. Між режимом Салазара та націонал-синдикалістами виник гострий конфлікт. Рух націонал-синдикалістів було заборонено. Його лідери Франсішку Ролан Прету та Алберту Монсараш намагалися організувати переворот і після придушення заколоту змушені були емігрувати.
У 1934-35 рр. націонал-синдикалістські осередки та цілі профспілки стали виникати в Іспанії та Греції, що сприяло подальшому розвитку авторитарних рухів у цих країнах.
В Іспанії ідеологію націонал-синдикалізму розробляв публіцист Раміро Ледесма Рамос, який перебував під впливом ідей Сореля та Ортегі-і-Гассета. У видаваному з 1931 р. журналі «Завоювання держави» (Conquista del Estado) Ледесма Рамос намагався поєднати націоналістичні та анархо-синдикалістські ідеї. Тоді ж Рамосом та його прихильниками було здійснено спробу впровадитись у провідну анархо-синдикалістську організацію Іспанії, Національну конфедерацію праці (CNT). У 1934 р. очолювана Ледесмою Рамосом організація «Хунта націонал-синдикалістського наступу» об'єдналася з «Іспанською фалангою» Хосе Антоніо Прімо де Рівери . Чорно-червоний прапор фалангістів - це спадщина JONS, які, у свою чергу, запозичили кольори у анархо-синдикалістів з CNT.
Офіційною назвою правлячої фалангістської партії — єдиної дозволеної організації в період диктатури Франко була «Іспанська фаланга традиціоналістів та комітетів націонал-синдикалістського наступу (ісп. Falange Española Tradicionalista y de las JONS)». Спочатку фалангісти виступали не за диктатуру однієї партії, а проти існування партій взагалі, оскільки вважали їх за інструмент порушення єдності нації.

## Націонал-синдикалістські прояви в Росії
У Росії ідеї та структури націонал-синдикалістського штибу формувалися в есерівському русі, особливо в тій частині, що асоціювалася з ім'ям Бориса Савінкова. Савінков позитивно ставився до італійського фашизму початку 1920-х років і мав особисті контакти з Беніто Муссоліні. Ті самі мотиви були помітні в ідеології Народно-трудового союзу російських солідаристів, особливо на ранньому етапі. Проте російський націонал-синдикалізм не зміг утвердитися як сильна антикомуністична альтернатива ні під час громадянської війни, ні антирадянському підпіллі.
У сучасній РФ націонал-синдикалізм існує у вигляді розрізнених груп, найбільш помітна з яких діє у Санкт-Петербурзі. Позиції націонал-синдикалістів багато в чому близькі до корпоративістів з організації НТС.